# 八西
八西（はっせい）とは、愛媛県の西の沿岸部、八幡浜市と西宇和郡の地域のことで、それぞれの頭文字を一文字ずつ取って八西地域と呼ばれる。
八西地域は、具体的には、佐田岬半島の付け根の八幡浜市と半島先端まで含む西宇和郡伊方町（三崎、瀬戸、伊方の各町が合併し誕生）の1市1町である。（平成の合併以前は、西宇和郡に三瓶町（現在の西予市の一部）が含まれていたため、三瓶も八西地域に含むと解釈されていた）
八西という地域名は、八西CATVなどの会社や各種の組織の名称等にも用いられ、地元では定着している名称である。
地域は、宇和海と瀬戸内海に面したリアス式海岸が続き、山は頂上付近に至るまで柑橘類の果樹園となっている。温暖で晴天日が多いことから、特に南向きの斜面の多い地域はウンシュウミカンや清見、ニューサマーオレンジの銘柄産地として全国的にも知られている。